# تشو وون-جين
تشو وون-جين هو سياسي كوري جنوبي، ولد في 7 يناير 1959 في دايغو في كوريا الجنوبية. نشط حزبياً في Our Republican Party (2017) ‏. وقد انتخب عضو الجمعية الوطنية الكورية الجنوبية ‏ عن دائرة Dalseo C ‏ خلال فترته النيابية ‏ (30 مايو 2008 – 29 مايو 2012) وانتخب عضو الجمعية الوطنية الكورية الجنوبية ‏ عن دائرة Dalseo C ‏ خلال فترته النيابية ‏ (30 مايو 2012 – 29 مايو 2016) وانتخب عضو الجمعية الوطنية الكورية الجنوبية ‏ عن دائرة Dalseo C ‏ خلال فترته النيابية ‏ (30 مايو 2016 – 29 مايو 2020).